# Otakar Německý
Otakar Německý, né le 2 mars 1902 et mort le 18 mars 1967, est un ancien fondeur et spécialiste du combiné nordique tchèque. 

## Biographie
Otakar Německý est né dans une famille de paysans et il a dix frères et sœurs. Son frère, Josef Německý (en), a également participé aux jeux olympiques en ski de fond. Otakar Německý a suivi des études de vétérinaire à Brno.
En 1924, il participe aux jeux olympiques de Chamonix mais il abandonne dans la course de ski de fond du combiné nordique. En 1925, il devient double champion du monde (ski de fond et combiné nordique).

## Résultats

### Jeux olympiques
| Épreuve / Édition    | Épreuve / Édition    | Chamonix 1924 | Saint Moritz 1928 |
| -------------------- | -------------------- | ------------- | ----------------- |
| Patrouille militaire | Patrouille militaire | -             | 6e                |
| Combiné nordique     | Combiné nordique     | Abandon       | 9e                |
| Ski de fond          | 18 km                | -             | 16e               |

### Championnats du monde de ski nordique
| Épreuve / Édition | Épreuve / Édition | Janské Lázně 1925 | Cortina d’Ampezzo 1927 | Oslo 1930 |
| ----------------- | ----------------- | ----------------- | ---------------------- | --------- |
| Ski de fond       | 18 km             | 1er               | 7e                     | 19e       |
| Combiné nordique  | Combiné nordique  | 1er               | 2e                     | 25e       |
| Saut à ski        | Saut à ski        | -                 | 14e                    | 19e       |

### Autres
Il a pris la 3e place lors de la patrouille militaire lors du Festival de ski d'Holmenkollen.
Il a remporté le championnat de Tchécoslovaquie en 1924 et 1925 (18 km et combiné nordique) et en 1927 (18 km).
En 1926, il remporte le championnat de Pologne en 1926 (16 km) et il remporte le combiné en 1927.
En 1929, il domine la course de ski de fond du Championnat de France de ski,.